# City-Center Bergedorf
Het City-Center Bergedorf (CCB) is een winkelcentrum in Hamburg-Bergedorf dat in 1973 werd geopend en in 2008 en 2010 werd uitgebreid. Uit het twee verdiepingen hoge centrum rijst een 50 meter hoge woontoren op die al van ver te zien is en beeldbepalend is voor Bergedorf. Het CCB bestaat uit drie gebouwen. 

## Ligging
Het CCB ligt in het aan de rand van het winkelgebied van het stadsdeel Bergedorf in Hamburg. Het ligt op een schiereiland, direct aan de Bille en de haven van Bergedorf, de Serrahn. Het centrum bestaat uit drie gebouwen en wordt doorsneden door de Bergedorfer Strasse. Het busstation en S-Bahnstation Hamburg-Bergedorf grenzen direct aan het centrum. 

## Geschiedenis
Het CCB opende op 1 november 1973 en had aanvankelijk een verkoopoppervlakte van 8.500 m², wat vrij klein was in vergelijking met andere winkelcentra. De bijbehorende parkeergarage bevond zich aan de andere kant van de Bille en was alleen bereikbaar via een brug met glazen overkapping. De roltrap stond aanvankelijk midden in het winkelcentrum, wat al snel een ontwerpfout bleek te zijn: de klantenstroom passeerde slechts de helft van de winkels vanuit het voetgangersgebied Sachsentor richting het treinstation, wat voor veel winkels een geringe omzet betekende met leegstand tot gevolg.  
Deze situatie veranderde in 1982 toen de eigenaar, Victoria Versicherung, de roltrappen verplaatste naar de in- en uitgangen van het CCB, Peek & Cloppenburg winkelruimte ging huren en het beheer van het centrum veranderde. In 1988 werd de  Fundus-groep uit de regio Keulen eigenaar van het complex.
Om de sinds midden jaren negentig ingezette economische neerwaartse trend te stoppen en de aantrekkelijkheid van het CCB te vergroten werden twee nieuwe gebouwen gebouwd als onderdeel van de uitgebreide herstructurering van de Bergedorfer binnenstad, waarbij het station en het centrale busstation vernieuwd werden.  
Het eerste nieuwe gebouw, ten zuiden van het bestaande gebouw aan de andere zijde van de Bergedorfer Straße werd deels op 29 februari en deels op 6 maart 2008 geopend. In vergelijking met het bestaande gebouw is de nieuwbouw ruimer van opzet met een drie verdiepingen tellende parkeergarage erboven. Naast een filiaal van Kaufland telt het drie andere winkels, een café en een moskee.
Het tweede nieuwe gebouw werd opgetrokken op de plek van het voormalige busstation en de oude parkeergarage stonden. Dit nieuwe gebouw, met 40 speciaalzaken, werd op 28 oktober 2010 met een uitgebreid feestprogramma geopend door de eerste burgemeester van Hamburg. Met de opening werd de verkoopvloeroppervlakte van het CCB verdubbeld. De gehele derde verdieping is verhuurd aan het stadsdeelkantoor van Bergedorf. Al zes maanden na de opening verkocht de eigenaar het CCB op 1 april 2011 aan Commerz Real Spezialfonds-Gesellschaft, een dochteronderneming van de Commerzbank. 

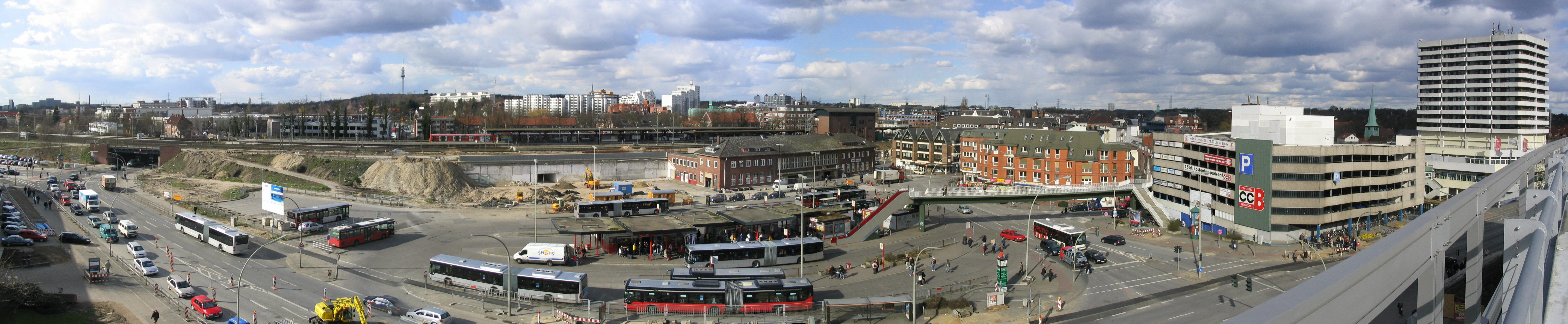
Het CCB (rechts) kort voor de verbouwings- en nieuwbouwwerkzaamheden. In het midden: het centrale busstation en het S-Bahn-station kort voor sloop en herinrichting in 2008

De investeringen in de renovatie van het oude gebouw en de opening van de nieuwe gebouwen bedroegen circa 100 miljoen euro. Al een paar maanden na de opening lieten de verkopen in het CCB en de omliggende winkels, vooral in de winkelstraat Sachsentor, zien dat de verbouwingen en nieuwbouw Bergedorf merkbaar nieuw leven hadden ingeblazen.